# Cessna 140
Cessna 120, Cessna 140 in Cessna 140A so dvosedežna enomotorna propelerska športna letala. Letala se uporabljajo večinoma za šolanje pilotov in športno letenje. Proizvodnja je trajala v letih 1946−1951 in je obsegala okrog 7664 letal. Leta 1959 so začeli s proizvodnjo nove različice Cessne 150, ki pa je imela za razliko tricikel pristajalno podvozje. 

## Specifikacije (Cessna 140)
Podatki iz The Complete Guide to the Single-Engine Cessnas, AOPA Pilot, in Aircraft Specification No. A-768
Splošne značilnosti
- Posadka: 1 pilot
- Število sedežev: 1 potnik
- Dolžina: 21 ft 6 in (6,55 m)
- Razpon kril: 33 ft 4 in (10,16 m)
- Višina: 6 ft 3 in (1,91 m)
- Površina kril: 159,3 sq ft (14,80 m2)
- Teža praznega letala: 890 lb (404 kg)
- Bruto teža: 1.450 lb (658 kg)
- Kapaciteta goriva: 95 litrov
- Pogon letala: 1 × Continental C-85 4-valjni 4-taktni protibatni bencinski motor, 85 hp (63 kW)
- Propelerji: št. lopatic: 2 Sensenich

Zmogljivost
- Maks. hitrost: 125 mph (201 km/h; 109 kn)
- Potovalna hitrost: 105 mph (91 kn; 169 km/h)
- Hitrost pri porušitvi vzgona: 45 mph (39 kn; 72 km/h) s spuščenimi zakrilci
- Neprekoračljiva hitrost: 140 mph (122 kn; 225 km/h)
- Doseg: 450 mi (391 nmi; 724 km)
- Višina leta (servisna): 15.500 ft (4.724 m)
- Hitrost vzpenjanja: 680 ft/min (3,5 m/s)
- Obremenitev krila: 9,1 lb/sq ft (44 kg/m2)